# Encamina
Encamina é um gênero de mariposa pertencente à família Acrolepiidae.